# Caroncoma atrimaculatus
Caroncoma atrimaculatus là một loài ruồi trong họ Asilidae. Caroncoma atrimaculatus được Oldroyd miêu tả năm 1960.